# Batalhão Médico Hospitalar
Os Hospitalários ( em ucraniano:  Медичний батальйон «Госпітальєри», Hospitalaria) é um batalhão médico voluntário ucraniano, participando da intervenção militar russa na Ucrânia desde 2014. Eles fornecem primeiros socorros e evacuam soldados ucranianos e civis feridos da zona de guerra. Seu slogan é "Pelo bem de todas as vidas!". Durante a Guerra Russo-Ucraniana, os hospitalários salvaram 2.750 soldados ucranianos.

## História
O Batalhão Médico Hospitalar foi fundado em 6 de julho de 2014, pela voluntária médica Yana Zinkevych, que tinha 18 anos na época. Em uma
entrevista posterior, Yana descreveu como as batalhas ferozes pelas aldeias ucranianas, Karlivka e Pisky, a fizeram pensar na necessidade de uma unidade médica voluntária. A unidade tem o nome de Cavaleiros Hospitalários, uma ordem militar cristã medieval. No início de 2016, foi tomado sob os auspícios do Corpo Ucraniano Voluntário, uma parte da Organização do Setor Direito. Yana Zinkevych é a chefe do Exército Voluntário Ucraniano e comandante permanente do Batalhão Médico Hospitalar. Em março de 2017, os Hospitalários eram compostos por 60 pessoas (mais 100 na reserva).
Em 2019, uma empresa municipal "Hospitallers of Dnipro" foi criada com base no Batalhão Médico Hospitalar do Exército Voluntário Ucraniano. Recebeu financiamento do orçamento municipal do Dnipro.

## Atividade

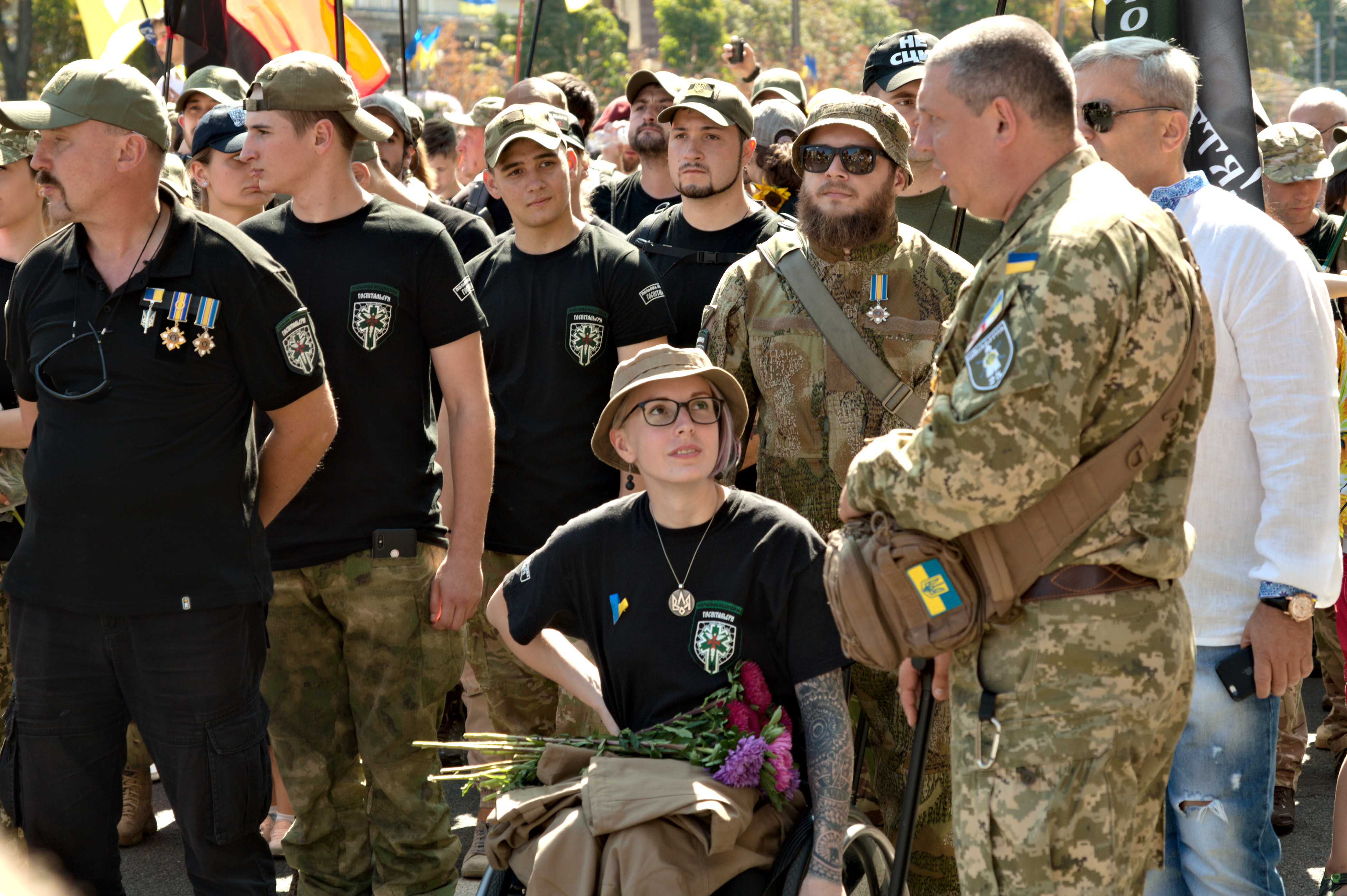
Médicos do Batalhão Médico juntamente com Yana Zinkevych na Marcha dos Defensores da Ucrânia, 24 de agosto de 2019

O batalhão médico desmilitarizado presta assistência a todos os voluntários, militares e civis na zona de guerra que precisam de primeiros socorros, intervenção médica de emergência ou tratamento terapêutico. As equipes do hospital evacuam, estabilizam e transportam os feridos da zona de guerra para os quartéis-generais ou hospitais da linha de frente.
Voluntários do batalhão médico prestam apoio constante aos feridos na cidade de Dnipro no Hospital Mechnikov – local para onde é transportada a maioria dos feridos graves. Os Hospitalários também fornecem apoio pós-hospitalar e reabilitação para os feridos e suas famílias.
Os Hospitalários estão operando na zona de guerra para prestar assistência aos militares ucranianos, tanto unidades voluntárias quanto as Forças Armadas oficiais. Representantes dos Hospitalários estão posicionados no campo de batalha junto com os militares ucranianos. Isso permite fornecer assistência mais eficiente e imediata durante uma batalha e aumenta as chances de evacuação e recuperação bem-sucedidas dos feridos. Há também postos permanentes em hospitais da linha de frente, como na cidade de Avdiivka, onde os Hospitalários prestam apoio aos médicos do 66º Hospital Local.
Outra importante missão dos Hospitalários é o treinamento médico e tático. Eles são realizados uma vez por mês durante o período do início da primavera ao final do outono em uma base em Pavlohrad . O treinamento é realizado por instrutores médicos experientes que estiveram na linha de frente. O treinamento é popular entre militares e civis, pois o conhecimento e as habilidades adquiridos no treinamento são extremamente eficazes também durante emergências na vida civil. Em novembro de 2021, quase duas mil pessoas concluíram esses treinamentos de uma semana.
Em 2015, um dos paramédicos do batalhão, Yevhen Titarenko, e Natalia Khazan filmaram um filme "Guerra pela Paz" baseado em 120 horas de documentários filmados na linha de frente. A filmagem foi feita pelo próprio diretor enquanto trabalhava como paramédico no batalhão.
Os Hospitalários continuam seu trabalho durante a invasão russa da Ucrânia em 2022, aceitam novos voluntários, e estão arrecadando fundos para reparos de veículos, combustível e suprimentos médicos.

## Honras e prêmios
O batalhão conquistou o respeito entre os soldados e o apoio moral do povo ucraniano. As atividades de seus membros despertam o interesse de artistas contemporâneos, poetas, escritores, cantores e diretores.
Um combatente permanente dos Hospitalários, Yana Zinkevych, foi premiado com a ordem estadual "Por Méritos do 3º grau", o prêmio Por Salvar Vidas, e o prêmio Proeza Marcial, o prêmio não-estatal ordem "Herói do Povo da Ucrânia", Prêmio 30 Estrelas da Ucrânia.